# Pentatomomorpha

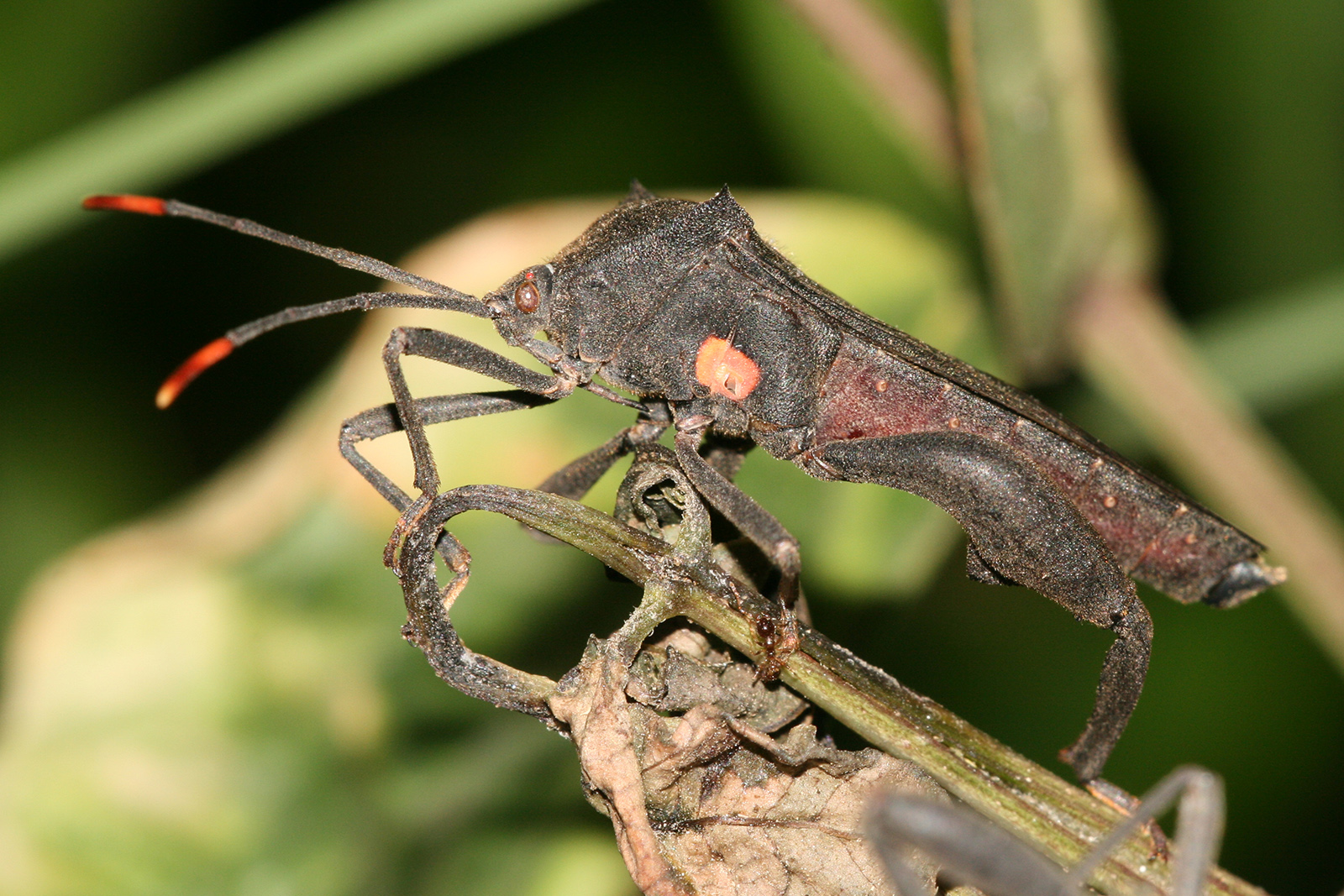
Espécime da família Coreidae.

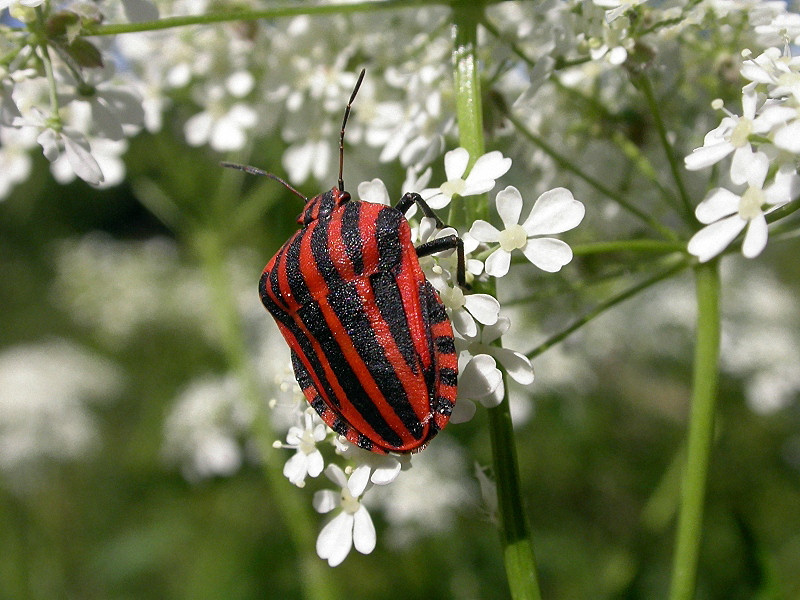
Graphosoma lineatum.

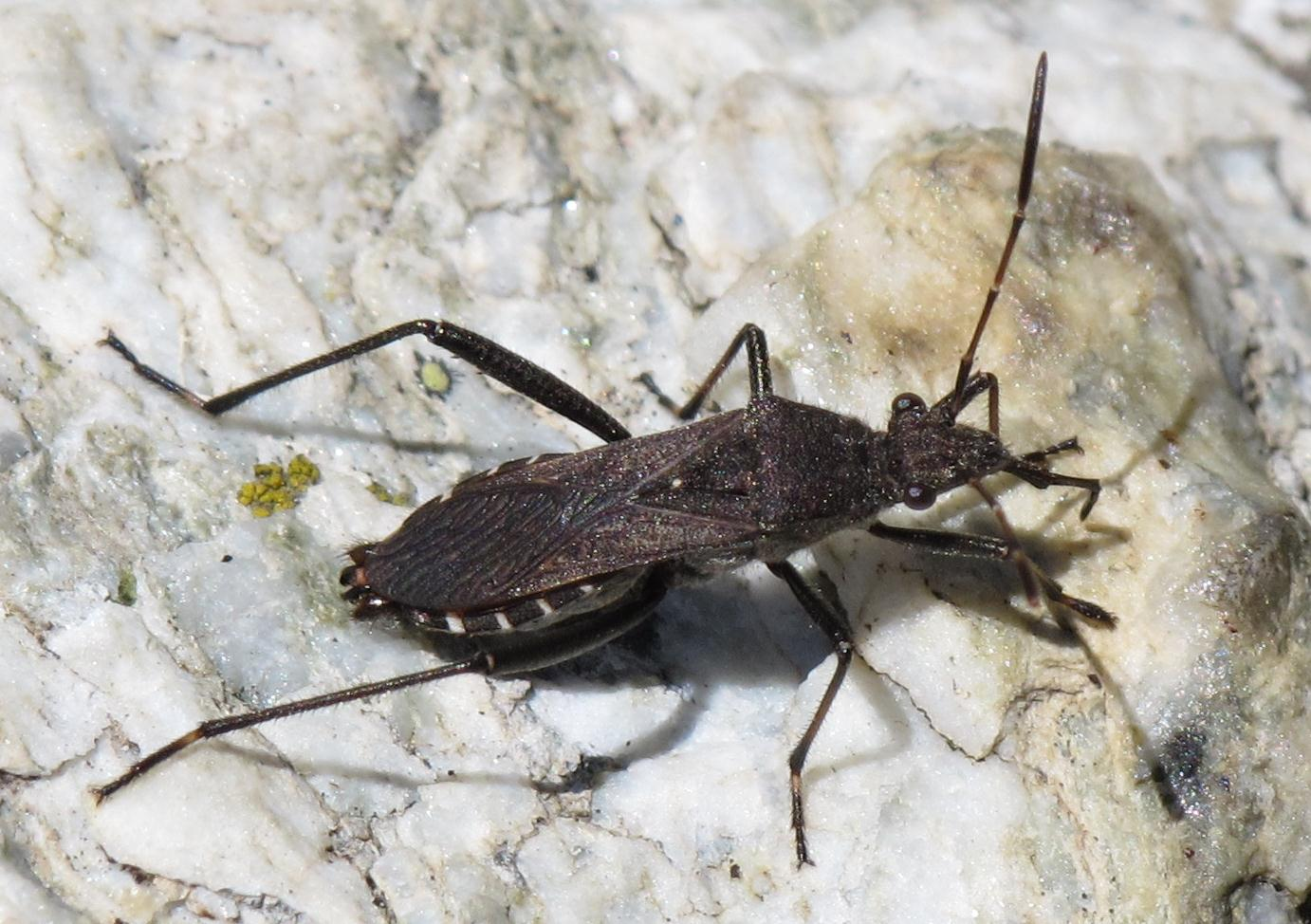
Alydus calcaratus.

Pentatomomorpha Leston, Pendergrast & Southwood, 1954 é uma infraordem de insectos da ordem Hemiptera que agrupa de 12 a 15 mil espécies, sendo, a par dos Cimicomorpha, uma das que apresentam maior diversidade entre os hemípteros. Entre os membros deste taxon estão grupos muito numerosos e comuns, como os Pentatomidae, Aradidae, Lygaeidae e Rhyparochromidae, incluindo algumas das espécies de insetos de maiores dimensões e algumas espécies com importância económica como pragas agrícolas.  Maioritariamente fitófagas, muitas das espécies incluídas neste agrupamento taxonómico emitem um cheiro desagradável quando ameaçadas. A distribuição natural é tendencialmente cosmopolita, mas apresentando muito maior abundância nas regiões tropicais. Na Europa ocorrem apenas cerca de mil espécies.  Esta subordem é filogeneticamente próxima dos Cimicomorpha.
Os membros desta subordem são conhecidos por uma grande variedade de nomes comuns, com destaque para percevejo-fedorento. Este nome é comum a diversas espécies de percevejos pertencentes à família dos pentatomídeos e coriscídeos. Tais insectos são capazes de emitir um cheiro desagradável para outros animais, graças às suas glândulas odoríferas. Outros nomes comuns frequentes são bicho-frade, fede-fede, fedorento, maria-fedida, percevejo-fedido, maria-peidona, percevejo-verde, cata-rrati e piapé.

## Descrição
Os Pentatomomorpha apresentam antenas com 3-5 segmentos, nunca flagelados, com os dois últimos alongadas e de forma oval ou em forma de fuso. O lábio (labium) é dividido em quatro segmentos claramente identificáveis, o primeiro dos quais bem desenvolvido.
O escutelo (scutellum) é alargado na superfamília Pentatomoidea e em algumas espécies recobre o abdómen. As asas anteriores dos indivíduos alados (macrópteros) são sempre hemi-élitros, com uma parte endurecida e uma parte membranosa. A interrupção da venação costal nunca está presente e a venação da porção membranosa da asa anterior por vezes também está ausente, como em muitas espécies do grupo Aradidae. Se estiver presente, é constituída por, pelo menos, cinco nervuras. Frequentemente a venação é densa e numerosa, formando uma rede anastomótica de nervuras.
O pré-tarso de todas as pernas apresenta sempre as mesmas garras bem desenvolvidas, em regra uniformemente curvas e com polvilhos bem desenvolvidos, divididos num troco basal cilíndrico e uma estrutura distal lamelar.
Os canais das glândulas odoríferas presentes no metatórax drenam para peritremas, em geral formado projecções esponjosas junto da abertura dos espiráculos.
Com a exceção dos Aradoidea, cada sternum do terceiro ao sétimo segmento abdominal apresenta dois tricobótrios curtos laterais (nos Pentatomoidea, com exceção de alguns Podopinae e alguns outros taxa, um único tricobótrio por segmento).  O terceiro e quarto esterno apresenta geralmente dois ou mais tricobótrios laterais ou submediais. Os tricobótrios raramente são em número reduzido, ou totalmente ausentes.
Os ovos apresentam geralmente três micropilos.
Ao contrário da maioria das outras espécies de insectos, os Pentatomomorpha são principalmente animais herbívoros, sendo muito raras as espécies omnívoras e predatórias, restritas a alguns grupos de Asopinae e Geocoridae. Em geral, alimentam-se principalmente de espécies de plantas eudicotiledóneas e monocotiledóneas, mas existem também espécies que se especializaram no consumo do ritidoma, a casca de certas plantas (Aradidae), de fungos (Rhyparochromidae) ou que vivem associadas com colónias activas de térmitas (Termitaphididae).
Em muitas famílias dos grupos Lygaeoidea e Coreoidea, o consumo de sementes é a dieta dominante. Muitas das espécies sugadoras de seiva do grupo Pentatomomorpha vivem exclusivamente de sugar os vasos de plantas, sendo muitas delas monófagas, sugando apenas determinadas espécies de plantas. Ocorrem com a ideia Miro da ordem parcial de Cimicomorpha também espécies monófagas que sugam apenas em certos tipos de plantas.

## Taxonomia
Os resultados de um estudo multi-gene publicado em 2012 não só confirmaram a monofilia das sete superfamílias da infraordem Pentatomorpha  com base na sua filogenia molecular, mas também mostraram a proximidade filogenética dos Pentatomomorpha com a infraordem Cimicomorpha, com a qual que está estreitamente aparentada. Contudo, as relações dentro do agrupamento taxonómico são mal compreendidas e ainda muito incertas. Um estudo baseado na comparação do mtDNA e rDNA dos diversos grupos, publicado em 2005, essencialmente confirmou as relações anteriormente deduzidas com base em estudos morfológicos. Com base nesses resultados foi obtida a certeza de que a superfamília Aradoidea é filogeneticamente um grupo-irmão em relação às superfamílias que são combinadas para formar o taxon monofilético Trichophora. Este, por sua vez, pode ser dividido em duas linhagens: uma que inclui os Pentatomoidea; outra que inclui os Lygaeoidea, Coreoidea e Pyrrhocoroidea. Em consequência fica comprovado o monofiletismo de Pentatomoidea e estabelecido o polifiletismo de Pyrrhocoroidea. O monofiletismo de Lygaeoidea foi apenas fracamente confirmado, enquanto os Coreoidea mostraram ser polifiléticos na maioria dos parâmetros estudados.
Com base nesses dados, a infraordem Pentatomorpha agrupa seis superfamílias, sendo que a superfamília Aradoidea é considerada a linhagem extante mais basal, enquanto as restantes, por vezes integradas no clade Trichophora, são mais modernas. São as seguintes as superfamílias actualmente consideradas como parte desta infraordem:
- Aradoidea
- Pentatomoidea
- Coreoidea
- Lygaeoidea
- Pyrrhocoroidea
- Idiostoloidea

Entre estas, a superfamília Pentatomoidea é considerada uma linhagem monofilética no sentido tradicional, enquanto as restantes, apesar de formarem um grupo estritamente aparentado, necessitam de redelimitação. O grupo Idiostolidae é em geral incluído na superfamília Lygaeoidea, mas por vezes é considerado como uma superfamília monotípica com o nome de Idiostoloidea.
Os membros da família Piesmatidae, geralmente incluídos entre os Lygaeoidea, são frequentemente considerados incertae sedis, aguardando uma análise filogenética mais apurada, já que o membro mais antigo conhecido desta família é muito similar a alguns membros fósseis da superfamília Aradoidea.
A infraordem foi delimitada por Schuh & Slater (1995), alargada pelos trabalhos de  Henry (1997) sobre os Pentatomomorpha e pela obra de Grazia, Schuh & Wheeler (2008) sobre os Pentatomoidea. Considerando esses trabalhos, a infraordem inclui as seguintes superfamílias e famílias:
- Infraordem Pentatomomorpha
  - Superfamília Aradoidea
    - Família  Aradidae
    - Família  Termitaphididae

  - Superfamília Coreoidea
    - Família  Alydidae
    - Família  Coreidae
    - Família  Rhopalidae
    - Família  Hyocephalidae
    - Família  Stenocephalidae

  - Superfamília Idiostoloidea
    - Família  Henicocoridae
    - Família  Idiostolidae

  - Superfamília Lygaeoidea
    - Família  Artheneidae
    - Família  Berytidae
    - Família  Blissidae
    - Família  Colobathristidae
    - Família  Cryptorhamphidae
    - Família  Cymidae
    - Família  Geocoridae
    - Família  Heterogastridae
    - Família  Lygaeidae
    - Família  Malcidae
    - Família  Ninidae
    - Família  Oxycarenidae
    - Família  Pachygronthidae
    - Família  Piesmatidae
    - Família  Rhyparochromidae

  - Superfamília Pentatomoidea
    - Família  Acanthosomatidae
    - Família  Canopidae
    - Família  Cydnidae
    - Família  Corimelaenidae
    - Família  Dinidoridae
    - Família  Lestoniidae
    - Família  Megarididae
    - Família  Pentatomidae
    - Família  Phloeidae
    - Família  Plataspididae
    - Família  Scutelleridae
    - Família  Tessaratomidae
    - Família  Thaumastellidae
    - Família  Urostylididae
    - Família  Saileriolidae

  - Superfamília Pyrrhocoroidea
    - Família  Largidae
    - Família  Pyrrhocoridae